# Nationale Tentoonstelling van Vrouwenarbeid

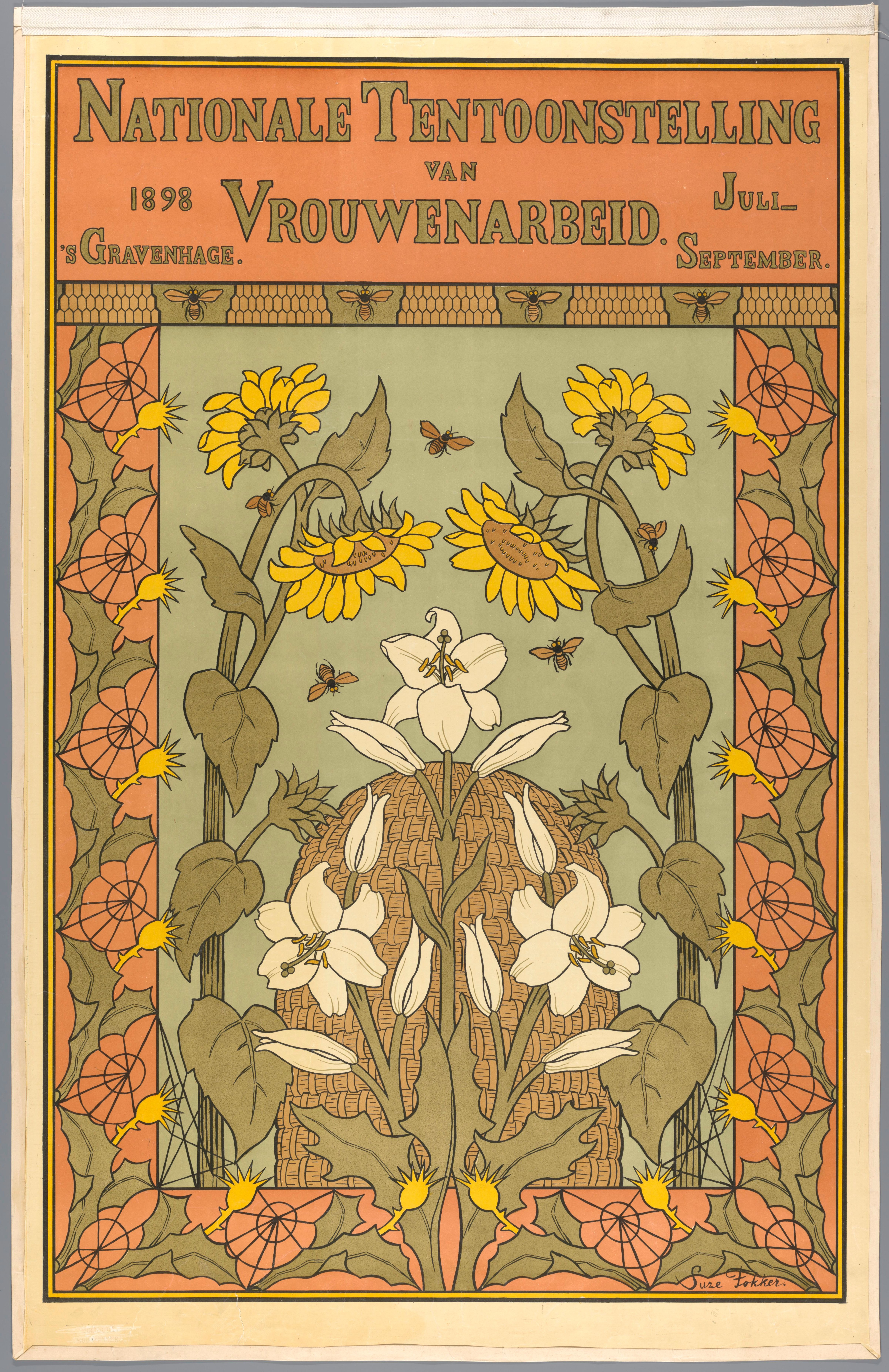
Plakat von Suze Fokker

Die Nationale Tentoonstelling van Vrouwenarbeid (deutsch: Nationale Ausstellung von Frauenarbeit) war eine Ausstellung, die vom 9. Juli bis zum 22. September 1898 in Den Haag gezeigt wurde. Sie hatte zum Ziel, die öffentliche Meinung über die Arbeit von Frauen positiv zu beeinflussen und deren Wertschätzung zu steigern, Frauenarbeit sichtbarer zu machen, Beschäftigungsmöglichkeiten für Frauen in den Niederlanden zu erweitern und Löhne und Arbeitsbedingungen zu verbessern.

## Planung und Organisation
Inspiriert von der im Jahr 1895 in Kopenhagen organisierten dänischen „Ausstellung über Frauenarbeit in Vergangenheit und Gegenwart“ begannen überwiegend aus der oberen Mittelschicht stammende niederländische Frauen eine ähnliche Ausstellung zu planen. Die Initiative zur Ausstellung wurde im Sommer 1895 von drei Mitgliedern des Groningse Vrouwenbond (Groninger Frauenunion), Catharina Agatha Worp-Roland Holst (1854–1934), Cato Pekelharing-Doijer (1858–1913) und Herberdina Margaretha Rebecca Maria „Dientje“ Dull (1854–1941) ergriffen. Ergänzt um Hendrina Hermina Scholten-Commelin aus Amsterdam, Bertha Levysohn Norman und Cécile de Jong aus Den Haag luden sie im Mai 1896 als „provisorisches Komitee“ etwa dreißig Frauen nach Utrecht ein, die bei der Versammlung eine Ausstellungsorganisation ohne Mitwirkung von Männern beschlossen und das vorläufige Komitee zum Hauptausschuss ernannten.

Mitglieder der „Regelingscommissie“

Eigens für die Durchführung der Ausstellung wurde am 26. Juni 1896 die Vereeniging Nationale Tentoonstelling van Vrouwenarbeid gegründet und der Hauptausschuss zum Vorstand des Vereins gewählt. Die ausscheidende Bertha Levysohn Norman wurde durch Marie Jungius ersetzt. Als Präsidentin der Ausstellung fungierte Cécile de Jong. Der Verein setzte sich aus ordentlichen Mitgliedern, Ehrenmitgliedern und Spendern zusammen, wobei auch andere Vereine Mitglied werden konnten. Neben der Finanz- und weiteren rein organisatorischen Unterstützungskommissionen wurden einzelne Sektionsausschüsse für die verschiedenen Themen gebildet. Zum Organisationsvorstand und seinen Sektionsausschüssen gehörten unter anderem Anna Sophia Polak, Marie Jungius, Geesje Mesdag-van Calcar, Agatha Meursing-de Jong Cleyndert, Geertruida Adriana Tromp, Wil van Gogh, Cornélie Huygens, Anna Gildemeester („Commissie Versierende Kunst“, Ausschuss für dekorative Kunst) Die  „Regelingscommissie“ setzte sich unter anderem zusammen aus Cécile de Jong, J. Dijk-Mesdag, Margaretha Gallé, S. de Gijselaar, Marie Jungius, Dientje Dull, Geertruida Adriana Tromp, Wil van Gogh, C. v.d. Hart, E. Holtius, Anna Bienfait, Geesje Mesdag-van Calcar, S. Hinlopen, J. Hoeufft, W. Wessels und Agatha Meursing-de Jong Cleyndert.
Das in der Satzung formulierte Ziel des Vereins bestand in der Förderung zur „Erweiterung des Arbeitsumfelds von Frauen in den Niederlanden“. Dazu gehörten „die Durchführung einer Ausstellung über die Arbeit von Frauen in den Bereichen Industrie, Kunst und Wissenschaft sowie im Bereich der Sozialarbeit“. Außerdem sollten während der Ausstellung Frauen die Möglichkeit gegeben werden, „Geschäfte zu leiten, Treffen abzuhalten, um alles zu besprechen, was der Erweiterung des Arbeitsumfelds von Frauen in den Niederlanden förderlich sein könnte, und Musikaufführungen und andere Veranstaltungen zu organisieren“. Zur damaligen Zeit war dies in den Niederlanden eine neue und radikale Aktion.

Plakat von Jan Toorop

Im Vorfeld fanden große Werbeaktionen statt. Unter anderem wurde mit einem großen Plakat von Suze Fokker auf die Ausstellung aufmerksam gemacht. Ihr Entwurf, auf dem Sonnenblumen, Lilien und ein lebensgroßer Bienenkorb abgebildet waren, hatte im Februar 1898 den Wettbewerb zur Gestaltung des Ausstellungsplakats gewonnen. Damit orientierte sie sich an anderen Industrieausstellungen, die Bienen als Metapher für Fleiß und schwere Arbeit verwendet hatten.
Da die Organisatorinnen der Ausstellung selbst überwiegend aus der oberen Mittelschicht stammten, war die Ausstellung zunächst auf diesen Interessentenkreis zugeschnitten und ließ Frauen aus der Arbeiterklasse außen vor. Erst nach heftiger Kritik von sozialistischen Frauen wie Henriette Roland Holst wurde das Konzept angepasst. Trotzdem blieb etwa der Eintrittspreis zur Ausstellung zu hoch für Frauen aus der Arbeiterklasse. Das Ende August 1898 von Jan Toorop entworfene und gedruckte Plakat für die Ausstellungsverlosung griff diese Kritik ebenfalls auf und zeigte die untergeordnete Stellung der Arbeiterinnen im Jahr 1898, die er klein, unsicher und bedrückt zu Seiten der deutlich größeren, in der Mode des Bürgertums gekleideten Frau in der Bildmitte platzierte.

## Die Ausstellung

Einer der Pavillons mit angelegter Gartengestaltung
Außenansicht des Hauptgebäudes
Pavillon mit Eingang zur Pressestelle

Die Ausstellung fand auf einem in den Dünen zwischen Den Haag und der Nordsee gelegenen Gelände am Scheveningseweg statt. Cécile de Jongs Ehemann Adriaan Goekoop stellte das Areal zur Verfügung und leistete außerdem eine finanzielle Bürgschaft. In eineinhalbjähriger Vorbereitungszeit wurde dort der vom Architekten Johannes van Nieukerken entworfene Ausstellungskomplex errichtet. Er bestand aus großen in weiß gestrichenen Gebäuden mit weitläufigen Veranden und verschiedenen Pavillons. Für die Gestaltung des Außengeländes war die „Rubriekcommissie Bloemenvak“ (Sektionsausschuss Blumenhandel) verantwortlich, der unter anderem Cornelia Pompe als Vizepräsidentin und auch Jacoba Hingst angehörte, die während der Ausstellung Vorträge zur Bedeutung der Berufsausbildung für Mädchen im gärtnerischen Bereich hielt.
Die Sektionskomitees sammelten im Vorfeld Ausstellungsobjekte, einschließlich Maschinen und erfassten Daten über die von Frauen geleistete Arbeit. Die daraus resultierenden Gutachten lagen in der Ausstellung zur Einsichtnahme aus. Die Ausstellung wurde am 9. Juli 1898 feierlich eröffnet und dauerte bis zum 22. September 1898. Sie bestand größtenteils aus Abteilungen, in denen Frauen arbeiteten. In der Halle der Industriearbeit arbeiteten Fabrikarbeiterinnen, während in anderen Gebäuden Sekretärinnen, Stenotypistinnen oder Apothekerinnen ihre Arbeit vorführten. Besucher konnten zusehen, wie Frauen Käse zubereiteten, Zigarren herstellten und Teppiche webten. An der Wand hingen Slogans wie „Arbeit ist den Lohn wert“. In einem landestypischen Dorf nachempfundenen Gebäude zeigten Frauen aus Niederländisch-Indien Batikfärberei. Andere Abteilungen widmeten sich der Darstellung sozialer Dienste, der Kindererziehung sowie der Kinder- und Krankenpflege. Der Sektionsausschuss Blumenhandel richtete einen eigenen Ausstellungsraum mit Pflanzen, Blumen und Gartenaccessoires ein. In der Kunsthalle wurden Bilder, Skulpturen und Textilkunst niederländischer Künstlerinnen ausgestellt. Unter anderem beteiligten sich Catherine Cuypers, Ida van Emstede-Winkler, Suze Fokker, Anna Gildemeester, Barbara Elisabeth van Houten, Bramine Hubrecht, Sientje Mesdag-van Houten, Johanna Naber, Minca Bosch Reitz, Elisabeth Margaretha Rogge, Anna Kerling, Kaat Mossel, Dinah Kohnstamm, Geertruydt Roghman und Bramine Hubrecht. In einer Bibliothek lagen Bücher von und über niederländische Frauen für die Besucher aus.
Neben diesen Vorführungen und Exponaten komplettierte ein kontinuierliches Programm aus Vorträgen, Gesang-, Tanz- und Schauspieldarbietungen im großen Kongresssaal die Ausstellung.

Saal für Blumenhandel
Kongresssaal
Feldlazarett
Junge Weberinnen in der Industrieabteilung
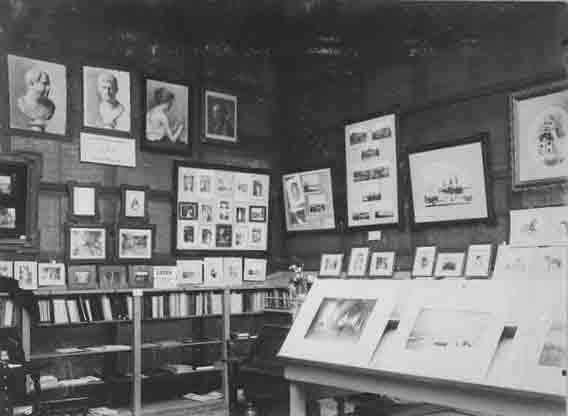
Lese- und Fotosaal
Saal mit Apotheke
Saal für Textilindustrie
Fabrikarbeiterinnen in der Industrieabteilung

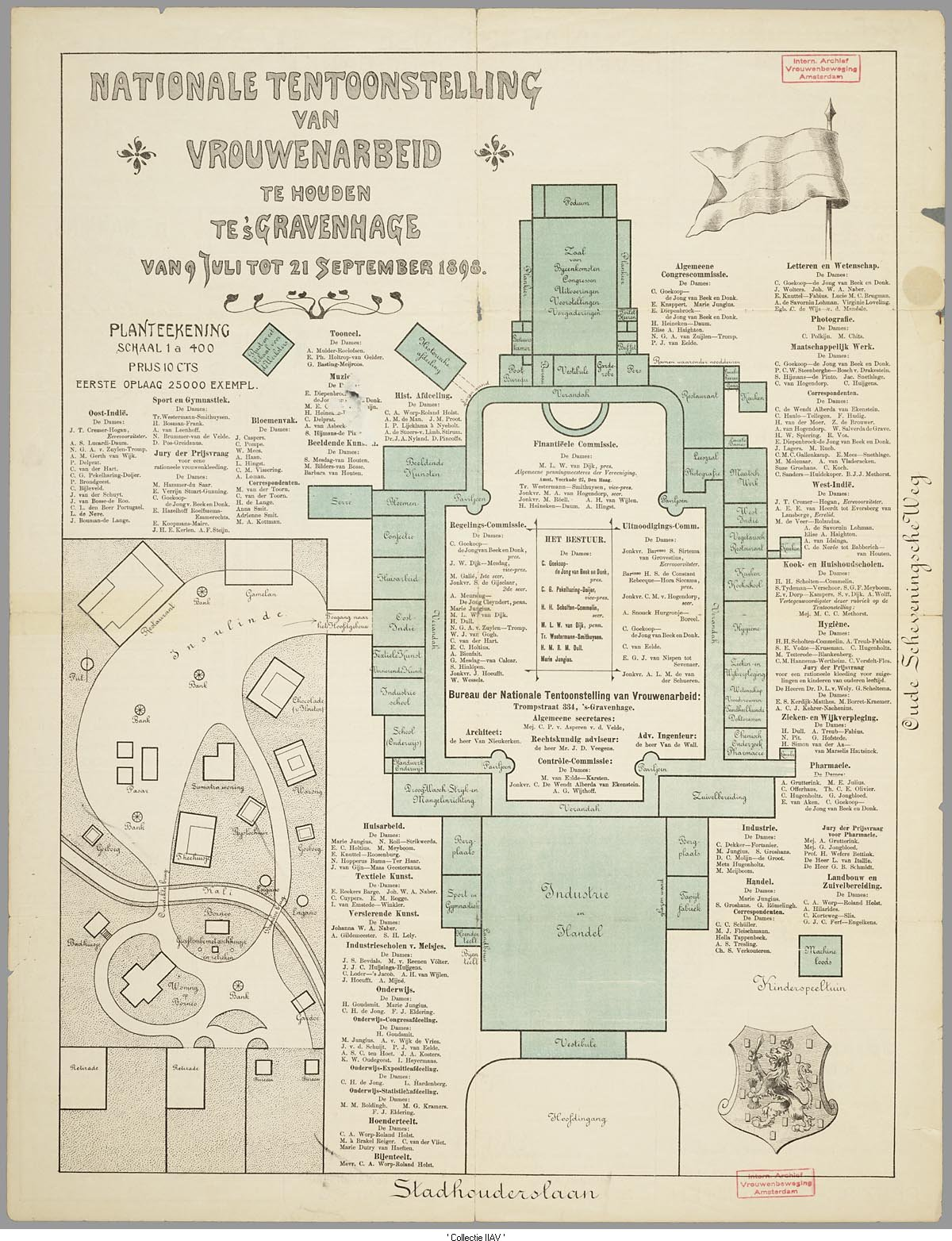
Übersichtsplan

Zur Ausstellung erschien ein umfassender Katalog und über die wichtigsten Ereignisse der Ausstellung wurde kontinuierlich in der Zeitschrift Vrouwen Arbeid berichtet, deren Veröffentlichung vom Komitee der Sektion Briefe und Wissenschaft veranlasst und von Johanna Naber herausgegeben wurde. Fotografisch dokumentierte Anna Clasina Leijer die Ausstellungsstücke, Hallen und Personen. Insgesamt wirkten etwa 500 Frauen an der Planung und Durchführung der Ausstellung mit. Die Ausstellung zog 90.000 Besucher an und galt als großer Erfolg. Auch die frisch gekrönte Königin Wilhelmina mit ihrer Mutter Emma besuchte die Ausstellung.
Die Veranstaltung schloss mit einer positiven Bilanz von 20.000 Niederländischen Gulden. Die Generalversammlung vom 22. September 1900 beschloss, dieses Geld als Grundkapital für die Gründung eines Nationaal Bureau voor Vrouwenarbeid (Nationales Büro für Frauenarbeit) zu verwenden. Marie Jungius hatte einen Plan dazu ausgearbeitet und 1901 konnte das Nationaal Bureau den Betrieb aufnehmen. Die Vereeniging Nationale Tentoonstelling van Vrouwenarbeid bestand bis zum 30. Juni 1901 und wurde dann aufgelöst.